# Le Grand Tango
Le Grand Tango (en español El gran tango) es una pieza para violonchelo y piano de Astor Piazzolla, compuesta en 1982. La obra está dedicada a Mstislav Rostropovich, quien la grabó en 1996. Ha sido interpretada por una gran cantidad de músicos en versiones transcritas para violín, acordeón, trombón, fagot, entre otros instrumentos.

## Historia
La música de Astor Piazzolla fue marcada en alguna medida por el consejo que le dio una de sus profesoras de composición, la célebre Nadia Boulanger, de seguir el estilo de tango en sus piezas.
Piazzolla compone Le Grand Tango para el violonchelista soviético, Mstislav Rostropovich en 1982, sin embargo éste la grabó hasta 1996. En un principio la pieza se titularía Tangazo, un dueto para violonchelo y piano que definiría el destino del «tango nuevo». La editorial, que era francesa, rechazó el nombre por "vulgar" y decidió el título en francés. Efraín Paesky realizó el encargo de la pieza, que fue dedicada a Rostropovich; éste la recibió con escepticismo, y la descartó de su repertorio en un principio porque no conocía al compositor. La pieza fue estrenada primero por el violonchelista mexicano Carlos Prieto Jacqué, con Edison Quintana al piano, en 1990. Sin embargo, Rostropovich la tocó en un concierto en vivo el 24 de abril de 1990, en Nueva Orleans. María Susana Azzi señala que la de Rostropovich fue el estreno mundial, junto a la pianista Sarah Wolfensohn. El ensayo previo fue con la pianista argentina Susana Mendelievich, y con la asesoría del propio Piazzolla, quien le dijo durante el ensayo que tocara con estilo de tango: "Sí, tan-go, tan-go, tan-go". En el ensayo estuvo presente Yo-Yo Ma, quien cuenta la anécdota en el libro de Azzi, Le Grand Tango. The Life and Music of Astor Piazzolla. Rostropovich realizó cambios en la obra, aprobados por el compositor. En 1990, Rostropovich y Wolfensohn tocaron la pieza otras tres veces en el Centro Cultural Gusman de Miami, y en 1994, la tocó en el Teatro Colón de Buenos Aires, junto al pianista Lambert Orkis.
La pieza tuvo un enorme éxito, por lo que Rostropovich le encargó a Piazzolla un concierto para violonchelo, bandoneón y orquesta, para estrenarlo con la Orquesta Filarmónica de Berlín. Esta obra no fue terminada, por la muerte de Piazzolla.

## Estructura
La pieza tiene un solo movimiento, sin embargo está estructurada en tres secciones, la primera rápida, la segunda lenta y la tercera rápida. La primera sección, Tempo di tango, acentúa de manera dominante el ritmo tanguesco. La segunda sección, libero e cantabile, es más libre y contiene un diálogo entre los instrumentos. La última sección, giocoso, tiene una forma más energética y humorística.
La pieza está escrita con un compás de 8/8, distinto al del tango tradicional de 2/4 o 4/4, posiblemente para que el compositor pudiera manipular los acentos.
En la última parte, cerca de la conclusión, hay pasajes complejos técnicamente para el violonchelo, pues tiene dobles cuerdas y glissandos.

## Versiones
Aunque la obra fue originalmente escrita para violonchelo y piano, y la partitura misma indica que puede ser interpretada por viola y piano, ha sido transcrita para otras dotaciones instrumentales, como violín y piano, violín y orquesta, entre otras.
En 1998 fue publicada una versión para violín y piano, arreglada por la compositora Sofiya Gubaidúlina.

## Grabaciones

### Violonchelo y piano
- Le grand tango and other dances for cello and piano, 1993. Maria Kliegel, violonchelo y Bernd Glemser, piano. Naxos.[10]
- Back In Russia, 1996. Grabado en 1996, reeditado en 2017. Mstislav Rostropovich, violonchelo; Igor Uriash, piano. Warner Classics.[11]
- Soul Of The Tango: The Music of Astor Piazzolla. 1997. Yo-Yo Ma, violonchelo. Sony Classical.[12]
- Le Grand Tango. 1997. Carlos Prieto Jacqué, violonchelo; Edison Quintana, piano. Urtext.[13]
- Piazzolla: Le Grand Tango. 20th Century Classics, 2006. Mischa Maisky, violonchelo; Lily Maisky, piano. Deutsche Grammophon.[14]
- Astor Piazzolla: Le Grand Tango. 2007. Julius Berger, violonchelo; José Gallardo, piano. Hänssler Classic.[15]
- Shuffle.Play.Listen. 2011/2016. Matt Haimovitz, violonchelo; Christopher O'Riley, piano. Pentatone.[16][17]

### Otras instrumentaciones o versiones

#### Instrumentos de cuerda
Violín y piano
- Hommage à Piazzolla. 1999. Gidon Kremer, violín; Vadim Sakharov, piano (arreglo de Sofiya Gubaidúlina). Nonesuch.[18]

Violín y orquesta de cámara
- Astor Piazzolla – Le Grand Tango. 2009. Salvatore Accardo, violín y director; Orchestra da Camara Italiana. Fonè.[19]
- Rudens Turku & Friends: Piazzolla 100. 2021. Rudens Turku, violín; Württembergisches Kammerorchester. Prospero.[20]

Violín y acordeón
- Accordion Sensations, 2014. Feargus Hetherington, violín; Paul Chamberlain, acordeón. Pentland Music.[21]

Viola y piano
- Viola Voilá. 2006.  Esther Apituley, viola; Rië Tanaka, piano. Challege Classics.[22]

Contrabajo y orquesta de cámara
- Ödön Rácz: My Double Bass, 2019. Ödön Rácz, contrabajo; Franz Liszt Chamber Orchestra, Deutsche Grammophon.[23][24]

Violonchelo y orquesta
- Antonio Lysy at the Broad: Music From Argentina, 2010. Antonio Lysy, violonchelo; The Capitol Ensemble (arreglo de José Bragato). Yarlung Records.[25]

Violonchelo y acordeón
- Piazzolla: Revolucionario, 1997. Julius Berger, vilonchelo; Stefan Hussong, acordeón. Thorofon.[26]

Guitarra
- Le grand tango. Katona Twins. Peter Katona y Zoltán Katona (guitarras). Channel Classics, 2004[27]

#### Dos pianos
- Tango Nuevo. Music for two pianos and piano duet by Astor Piazzolla & Markus Horn, 2008. Duo Villarceaux (Alexandra Sostmann y Judith Mosch). Phoenix Edition 119.[28]
- Astor Piazzolla: Tango Nuevo, 2020. Piano Duo Eduard & Johannes Kutrowatz, Organum Classics.[29]

#### Instrumentos de viento
Corno francés y ensamble
- Cuatrocientas Estaciones de Ástor Piazzolla, 2021, Radek Baborák, corno francés; Radek Baborák Orquestrina. Supraphon[30]

Fagot y piano
- Bassoon Images (Live), 2017, Stefano Canuti, fagot; Massimo Somensi, piano (arreglo de Stefano Canuti). Naxos.[31]

Flauta y piano
- Piazzolla: Le grand tango & Other Works (Arr. for Flute & Piano). 2020. Leonardo Grittani, flauta; Maurizio Zaccaria, piano. Aevea[32]

Trombón y piano
- Astor Piazzolla: Tango distinto. Music for solo trombone and instrumental ensemble. Achilles Liarmakopoulos, trombón; Robert Thompson, piano (arreglo de  Achilles Liarmakopoulos). Naxos.[33]